# Association des disciples d'Escoffier international
 (décembre 2021).
Les Disciples d'Escoffier International est une association, initialement française, actuellement présente dans 27 pays dans le monde, sur les 5 continents. 

## Histoire
Créée en 1954, dans les Alpes-Maritimes, d’où est originaire Auguste Escoffier, l'association a pour but de transmettre aux nouvelles générations de cuisiniers et gastronomes l'esprit du travail de ce chef cuisinier, et donc de promouvoir le respect de la culture gastronomique, la recherche de l'amélioration de discipline, la transmission des connaissances gastronomiques et culinaires. Tout nouveau membre de l'association s'engage donc dans ce sens : « Je fais le serment de transmettre, de servir, et d’honorer la Cuisine, sa culture et son évolution permanente ».
Au début des années 1960, afin de développer l'association qui n'existait que dans le sud de la France, une première réunion est organisée, sous la présidence d'Eugène Herbodeau, un des proches d'Auguste Escoffier, dans le but notamment d'introniser 24 nouveaux disciples. Au cours des années 1980, au décès de Jean Ducroux, la présidence de l'association est reprise par Henri Ricotier. Il crée de nouvelles délégations régionales. C'est son successeur, l'actuel président, qui restructure l'organigramme avec des délégations régionales et internationales.

## Représentation dans le monde
L'association est représentée sur les 5 continents  :

Afrique : 
- Afrique du Sud
- Maroc

Amérique :
- Canada
- Mexique
- U S A

Asie :
- Chine
- Corée
- Hong-Kong
- Japon
- Macao
- Philippines
- Singapour
- Thaïlande
- Vietnam

Europe :
- Benelux
- France
- Italie
- Pays Catalan et Occitan
- Portugal
- Royaume-Uni
- Russie
- Suisse

Océanie :
- Australie
- Ile Maurice
- Madagascar
- Nouvelle Calédonie
- Polynésie française
- Réunion

## En savoir plus